# 塵塚怪王

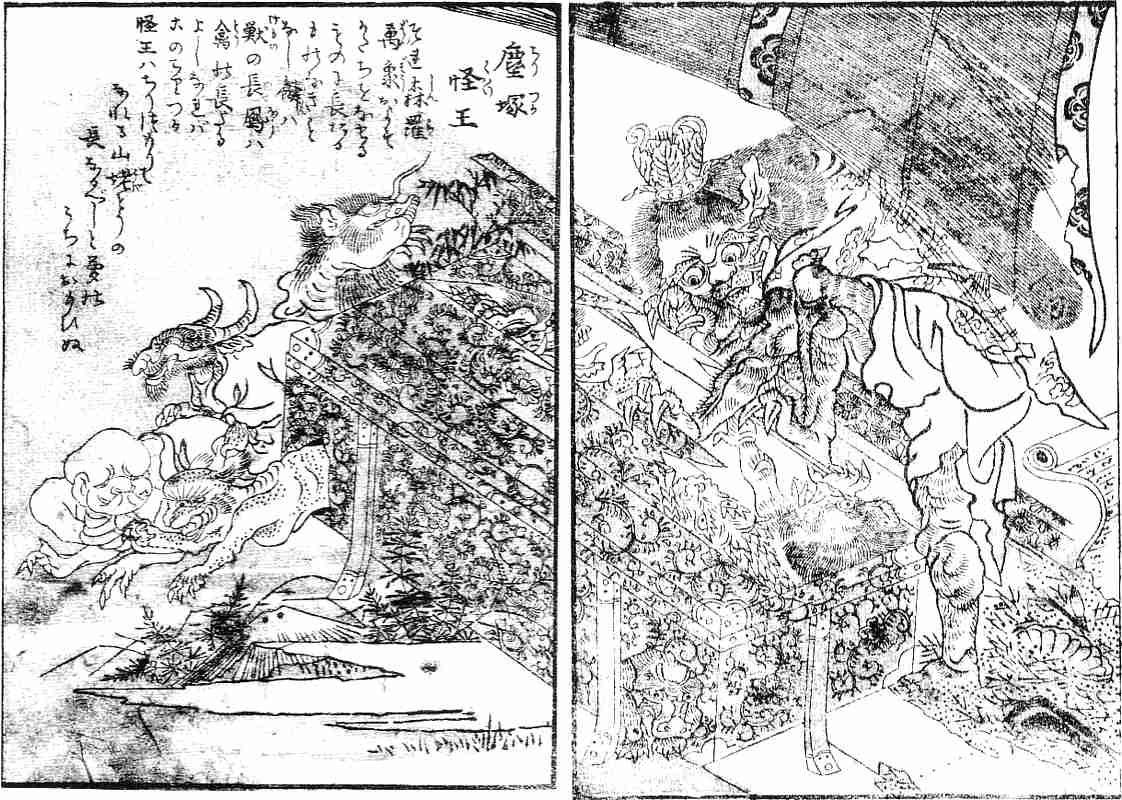
鳥山石燕『百器徒然袋』より「塵塚怪王」

塵塚怪王（ちりづかかいおう）は、鳥山石燕の妖怪画集『百器徒然袋』にある日本の妖怪。
『百器徒然袋』には、唐櫃（からと、からびつ）をこじ開ける姿が描かれている。室町時代から江戸時代にかけて描かれている『百鬼夜行絵巻』にも同じく唐櫃をこじ開ける赤い鬼の構図があり、それが参考になっていると考えられる。『徒然草』第72段に「多くて見苦しからぬは、文車の文、塵塚の塵」という文があり、『百器徒然袋』には『百鬼夜行絵巻』や『徒然草』からの引用が多く見てとれることから、この塵塚怪王もそれらを元に石燕が創作したものといわれる。また前述の「文車の文」の箇所からは「文車妖妃」が創作されている。
石燕は「ちりづか怪王はちりつもりてなれる山姥とうの長なるべしと」と書いており山姥などの王であるとしているが、塵と山姥については能の『山姥』の「妄執の雲の塵積って山姥となれる」という詞章を引いた表現であり、山姥と塵塚怪王（または『百鬼夜行絵巻』の赤い鬼）との関連が見られる伝承や物語なども確認されておらず、明確な立ち位置は良く分かっていない。
「美ふみ」という画家が明治初期頃に描いたと見られる『百器徒然袋』と題された肉筆の画帖にも、鳥山石燕の塵塚怪王を摸写したと見られる絵が描かれている。また、作者不詳の『妖怪絵巻』（東洋大学附属図書館 所蔵）にも同様に石燕からの摸写と考えられる作例として怪鬼（かいき）という名で絵が描かれている。

## 平成以降の解説
平成以降の妖怪に関する書籍などでは、ごみの付喪神たちの王であると解釈されている例が見られる。これは「王」という名称からの想像によるものである。